# ارزنک
ارزنک (نام علمی: Milium effusum) نام یک گونه از سرده ارزنک است.